# Maurice Schexnayder
Maurice Schexnayder (Wallace (Louisiana), 13 augustus 1895 – 23 januari 1981) was een Amerikaans rooms-katholiek geestelijke en bisschop.
Schexnayder werd geboren in een Franssprekend gezin en werd tot priester gewijd in 1925. Hij was onder meer kapelaan van de katholieke studentenvereniging aan de Louisiana State University (LSU) in Baton Rouge en parochiepriester in Houma. In 1950 werd hij hulpbisschop van Lafayette en titulair bisschop van Tuscamia. Toen Jules Benjamin Jeanmard, de bisschop van Lafayette, in 1956 met emeritaat ging, volgde Schexnayder hem op. Tijdens zijn periode als bisschop groeide de katholieke gemeenschap in zijn bisdom, met stijgende roepingen en de oprichting van nieuwe parochies. Hij was ook bouwheer, van een katholiek bejaardenhuis en nieuwe gebouwen voor het bisschoppelijk seminarie en de bisschoppelijke administratie. Hij moedigde ook lekenparticipatie aan in parochies en katholieke scholen. In 1972 ging hij met emeritaat.